# Zappelduster
Zappelduster war eine Radiosendung für Kinder, die ab 1992 täglich im Programm von Antenne Brandenburg ausgestrahlt wurde. Die Hauptzielgruppe der Sendung waren Kinder im Alter von fünf bis sieben Jahren.
Am Montag, 19. September 2022 löste das Sandmännchen zum Hören die Sendung Zappelduster ab.

## Geschichte
Zappelduster startete 1992 zum Sendebeginn des Ostdeutschen Rundfunks Brandenburg auf Radio Brandenburg. Die Sendung wurde von Montag bis Freitag im Vorabendprogramm ausgestrahlt, als Kinderprogramm am Wochenende lief das Magazin Ratz-Batz.
Nach der Einstellung des Sendebetriebs von Radio Brandenburg übernahm Antenne Brandenburg 1997 die Sendung. Am 6. Oktober des Jahres begann die tägliche Ausstrahlung von Zappelduster. Die Kindersendung Ratz-Batz, die bis dahin an den Wochenenden ausgestrahlt wurde, wurde dafür eingestellt.

## Aufbau und Inhalt
Jede Folge von Zappelduster beginnt mit dem Ausruf eines Kindes: „Mach an!“ Den Kern der jeweils 6-minütigen moderierten Episoden bildet eine Fortsetzungs-Comedygeschichte, die von Montag bis Freitag erzählt wird. Am Wochenende werden kleine Märchen und Geschichten von Kindern vorgetragen. In die Geschichten eingestreut werden kurze Beiträge von den Moderatoren und Kindern zu verschiedenen Themen, etwa Musik, Berufe, Hobbys, Tiere, Natur und Kinderspiele. Außerdem werden Fragen von Kindern beantwortet.
Häufig wiederkehrende Figuren in den Fortsetzungsgeschichten sind zum Beispiel der schöne Prinz, Rapunzel, der Froschkönig, der Küchenjunge oder Frau Holle.
Den Schluss einer jeden Episode leitet eine Kinderstimme mit dem Ausruf „Und zum Schluss kommt ein Geräusch“ ein, woraufhin das angekündigte Geräusch ertönt. Dieses hat sich zum bekannten Aushängeschild der Sendung entwickelt, Zappelduster selbst wird oft mit dem Zusatz „die Sendung mit dem Geräusch“ betitelt.

## Moderatoren und Redaktion
Zum beständigen Team der Zappelduster-Redaktion gehörten:
- Nina Rauschenbach (Redakteurin, Autorin, Reporterin, Moderatorin, Sprecherin)
- Cornelia „Conni“ Seliger (Redakteurin, Autorin, Reporterin, Moderatorin, Sprecherin)
- Stefan Kaminski (Sprecher)
- Kai Schulze (Technik, Geräusche)

## Rezeption
Im Jahr 1996, also noch zu Zeiten der Ausstrahlung bei Radio Brandenburg, wurde eine Zappelduster-Episode mit einem Deutschen Kinderhörspielpreis ausgezeichnet. Bei der Verleihung der ABU Prizes 2010 durch die Asia-Pacific Broadcasting Union in Tokio wurde die Weihnachtssendung von Zappelduster in der Kategorie „Radio Children and Youth“ mit einer Empfehlung („Commendation“) geehrt.

## Diskografie
Bisher wurden zwei CDs mit Geschichten und Liedern von Zappelduster veröffentlicht:
- 2008: Zappelduster – Märchen-Hörspiele für Kinder. RBB Media
- 2009: Zappelduster – Tiere. RBB Media

## Sonstiges
Die Zappelduster-Redaktion ist in Brandenburg regelmäßig mit Puppentheateraufführungen unterwegs, meistens im Rahmen von Kinderfesten oder Medienveranstaltungen. Außerdem werden Kindergärten besucht, in denen dann mit den Kindern vor Ort Aufnahmen für die nächsten Radio-Episoden entstehen.
Am Nachmittag des Heiligen Abends wird jedes Jahr eine einstündige Sondersendung von Zappelduster ausgestrahlt. Anlässlich der 5555. Episode wurde Anfang 2013 ein Live-Hörspiel inszeniert. Am 9. Februar 2019 wurde die 7777. Zappelduster-Sendung ausgestrahlt, anlässlich derer die Redaktion sieben Kindertagesstätten in Brandenburg besuchte.